# Antheua marpissa
Antheua marpissa is een vlinder uit de familie tandvlinders (Notodontidae). De wetenschappelijke naam van deze soort is voor het eerst geldig gepubliceerd in 1860 door Wallengren.
De soort komt voor in tropisch Afrika.